# 파이널 스코어
《파이널 스코어》(영어: Final Score)는 2018년에 개봉한 영국의 영화이다.

## 출연진
주연
- 데이브 바티스타 - 마이클 역
- 피어스 브로스넌 - 디미트리 역
- 레이 스티븐슨 - 아카디 역
- 마틴 포드 - 블래드 역
- 알렉산드라 디누

조연
- 랠프 브라운
- 장지림
- 아밋 샤